# Кућа народног хероја Милорада Бонџулића
Кућа народног хероја Милорада Бонџулића налази се у селу Отњу у општини Пожега. Уврштена је у списак споменика културе Србије (матични број СК 193).

## Опште информације
Овај објекат утврђен је за споменик културе 16. маја 1949. године, а уписан у регистар Завода за заштиту споменика културе Краљево 22. фебруара 1982. године. Кућа је припадала Милораду Бонџулићу (Отањ, код Пожеге, 12. октобар 1917 — Предражић, код Олова, 10. август 1943), учеснику Народноослободилачке борбе и народном хероју Југославије.
Саграђена је почетком 20. века бондручном конструкцијом са испуном од ћерпича. Квадратне је основе и веома једноставно грађена, приземна, без подрума. Унутрашњост куће била је подељена на две просторије – кућу, у којој је огњиште и собу. Кровна конструкција је на четири воде, оригинално покривена ћерамидом, а садашњи кровни покривач је цреп. На кући је сачувана спомен-плоча која сведочи да је у њој рођен народни херој Бонџулић.